# Daniel Berg Hestad
Daniel Berg Hestad (født 30. juli 1975 i Molde, Norge) er en norsk tidligere fodboldspiller (central midtbane).
Hestad tilbragte størstedelen af sin karriere hos Molde FK sin fødeby. Han nåede over 500 ligakampe for klubben og var med til at vinde tre norske mesterskaber. Han tilbragte også to sæsoner i Holland hos Heerenveen.
For Norges landshold spillede Hestad otte kampe. Han debuterede for holdet i april 1998 i et opgør mod Danmark.

## Titler
Eliteserien
- 2011, 2012 og 2014 med Molde FK

Norsk pokal
- 1994, 2005, 2013 og 2014 med Molde FK